# Novo Selo Glinsko
Novo Selo Glinsko falu Horvátországban, Sziszek-Monoszló megyében. Közigazgatásilag Glinához tartozik.

## Fekvése
Sziszek városától légvonalban 20, közúton 31 km-re délnyugatra, községközpontjától 8 km-re északkeletre, a Glinát Sziszekkel összekötő 37-es számú főúttól délkeletre, az út feletti magaslaton fekszik.

## Története
Az 1730-as parasztfelkelés leverése során felgyújtották a mai Novo Selotól délre fekvő Budrovec és Pavlovec nevű falvakat. A harcok lecsendesülése után a hontalanná vált emberek 1731-ben Novo Selo néven új falut alapítottak. Már 1750-ben felépült a falu Szent Balázs és Szent Benedek tiszteletére szentelt római katolikus kápolnája. Közben 1745-ben megalakult a Glina központú első báni ezred, melynek fennhatósága alá ez a vidék is tartozott. 1881-ben megszűnt a katonai közigazgatás. A falunak 1857-ben 388, 1910-ben 574 lakosa volt. 1909-ben súlyos földrengés érte a települést, melyben kápolnája is megrongálódott. 1918-ban az új szerb-horvát-szlovén állam, majd később Jugoszlávia része lett. A második világháború idején a Független Horvát Állam része volt. 1991. június 25-én az akkor kikiáltott független Horvátország része lett. 1991 őszén a szerbek a falut elfoglalták és lerombolták, a horvát lakosságot elűzték. Aki a házában maradt azt megölték. 1991. október 3-án 11, október 16-án 22 polgári személy esett a szerb megtorlás áldozatául. A legfiatalabb 15, a legidősebb 83 éves volt. 1995. augusztus 8-án a Vihar hadművelettel foglalta vissza a horvát hadsereg. A településnek 2011-ben 118 lakosa volt, akik mezőgazdasággal és állattartással foglalkoztak.

## Népesség
| Lakosság változása | Lakosság változása | Lakosság változása | Lakosság változása | Lakosság változása | Lakosság változása | Lakosság változása | Lakosság változása | Lakosság változása | Lakosság változása | Lakosság változása | Lakosság változása | Lakosság változása | Lakosság változása | Lakosság változása | Lakosság változása |
| ------------------ | ------------------ | ------------------ | ------------------ | ------------------ | ------------------ | ------------------ | ------------------ | ------------------ | ------------------ | ------------------ | ------------------ | ------------------ | ------------------ | ------------------ | ------------------ |
| 1857               | 1869               | 1880               | 1890               | 1900               | 1910               | 1921               | 1931               | 1948               | 1953               | 1961               | 1971               | 1981               | 1991               | 2001               | 2011               |
| 388                | 451                | 467                | 536                | 601                | 574                | 575                | 701                | 457                | 483                | 412                | 325                | 267                | 239                | 132                | 118                |

## Nevezetességei
- Szent Balázs és Szent Benedek tiszteletére szentelt római katolikus temetőkápolnája 1750-ben épült. 1909-ben egy földrengés súlyosan megrongálta. A károkat ekkor még megpróbálták kijavítani, de 1910-ben újabb földrengés érte, melyben mennyezete végleg beomlott. Az épület sokáig romosan állt, míg végül 1939-ben felépítették a második kápolnát, mely részben fából, részben kőből épült és amely egészen 1991-ig állt. Ekkor felgyújtották a falut elfoglaló szerb erők. Maradványai részben ma is láthatók a temető területén. A háború után építették fel a ma is látható épületet, mely egyhajós, homlokzata előtt előcsarnok, felette piramisban végződő harangtorony látható.
- A honvédő háború áldozatainak emlékműve tömegsírjuk felett.
- A Vihar hadművelet győzelmi emlékműve.